# Corybantes (geslacht)
Corybantes is een geslacht van vlinders van de familie Castniidae, uit de onderfamilie Castniinae.

## Soorten
- C. dolopia (Druce, 1907)
- C. mathani (Oberthür, 1881)
- C. pylades (Stoll, 1782)
- C. veraguana (Westwood, 1877)